# Praški stari grad
Stari grad (češ. Staré Město) se nalazi na desnoj obali Vltave, a predstavlja povijesno najstariji dio grada. 

## Pregled
Nalazi se na desnoj obali rijeke Vltave i pokriva površinu od 129.03 ha, s 10,531 stanovnika (podaci iz 2001.), a pripada gradu Pragu. Do 1784. je bio poseban grad Stari grad, a 12. veljače 1784. se spaja u Kraljevski glavni grad Prag. Godine 1689. Stari grad biva oštećen u velikom požaru. Stari grad je Karlovim mostom preko rijeke Vltave povezan s Malom Stranom. Godine 1348. Karlo IV. osniva Sveučilište u Pragu s glavnim sjedištem u Starom Gradu.
Najpoznatije znamenitosti su Kuća kamenog zvona, Gradska vijećnica s Astronomskom kulom i spomenik Janu Husu.